# BK SK Žabovřesky
BK SK Žabovřesky (celým názvem: Basketbalový klub SK Žabovřesky) je český basketbalový klub, který sídlí v brněnských Žabovřeskách v Jihomoravském kraji. Založen byl ve 30. letech 20. století jako oddíl Sportovního klubu Žabovřesky. V období protektorátu se stal klub dvojnásobným mistrem nejvyšší soutěže. Po válce se stal členem Sokola. Dnes již zaniklý ženský oddíl měl jediný titul mistra republiky z roku 1951. A-tým mužů působí v současné době ve třetí nejvyšší soutěži, která se nazývá 2. celostátní ligou mužů. Klubové barvy jsou zelená a bílá.
Své domácí zápasy odehrává v hale Rosnička s kapacitou 2 000 diváků.

## Historické názvy
Zdroj:
- 193? – SK Brno Žabovřesky (Sportovní klub Brno Žabovřesky)
- 1945 – Sokol Žabovřesky
- 1952 – DSO Tatran Žabovřesky (Dobrovolná sportovní organisace Tatran Žabovřesky)
- 1956 – DSO Slavia Žabovřesky (Dobrovolná sportovní organisace Slavia Žabovřesky)
- 1957 – TJ Slavia Žabovřesky (Tělovýchovná jednota Slavia Žabovřesky)
- 1958 – Slavia VŠ Brno (Slavia Vysoké školy Brno)
- 1993 – BK SK Brno Žabovřesky (Basketbalový klub SK Brno Žabovřesky)
- 2006 – BK SK Žabovřesky (Basketbalový klub SK Žabovřesky)

## Získané trofeje
- Československá basketbalová liga ( 2× )
  - 1941/42, 1942/43
- Československá basketbalová liga žen ( 1× )
  - 1950/51

## Umístění v jednotlivých sezonách

### Umístění mužů
Zdroj:
Legenda: ZČ - základní část, červené podbarvení - sestup, zelené podbarvení - postup, fialové podbarvení - reorganizace, změna skupiny či soutěže
| Protektorát Čechy a Morava (1940 – 1944) |                       |           |                    |           |                             |
| Sezóna                                   | Název v ročníku       | Úroveň    | Soutěž             | ZČ        | Play-off                    |
| 1940/41                                  | SK Brno Žabovřesky    | 1. úroveň | Zemská liga        | 3. místo  |                             |
| 1941/42                                  | SK Brno Žabovřesky    | 1. úroveň | Zemská liga        | 1. místo  |                             |
| 1942/43                                  | SK Brno Žabovřesky    | 1. úroveň | Zemská liga        | 1. místo  |                             |
| ...                                      |                       |           |                    |           |                             |
| Československo (1945 – 1993)             |                       |           |                    |           |                             |
| Sezóna                                   | Název v ročníku       | Úroveň    | Soutěž             | ZČ        | Play-off                    |
| ...                                      |                       |           |                    |           |                             |
| 1946/47                                  | Sokol Žabovřesky      | 1. úroveň | Státní liga        | 3. místo  |                             |
| 1947/48                                  | Sokol Žabovřesky      | 1. úroveň | Státní liga        | 10. místo | Sestup                      |
| ...                                      |                       |           |                    |           |                             |
| 1949/50                                  | Sokol Žabovřesky      | 1. úroveň | Státní liga        | 10. místo | Sestup                      |
| ...                                      |                       |           |                    |           |                             |
| 1956/57                                  | DSO Slavia Žabovřesky | 1. úroveň | 1. liga            | 10. místo | Sestup                      |
| ...                                      |                       |           |                    |           |                             |
| 1961/62                                  | Slavia VŠ Brno        | 1. úroveň | 1. liga            | 13. místo | Sestup                      |
| ...                                      |                       |           |                    |           |                             |
| Česko (1993 – )                          |                       |           |                    |           |                             |
| Sezóna                                   | Název v ročníku       | Úroveň    | Soutěž             | ZČ        | Play-off                    |
| ...                                      |                       |           |                    |           |                             |
| 2003/04                                  | BK SK Brno Žabovřesky | 3. úroveň | 3. liga – sk. C    | 2. místo  |                             |
| 2004/05                                  | BK SK Brno Žabovřesky | 3. úroveň | 3. liga – sk. C    | 2. místo  |                             |
| 2005/06                                  | BK SK Brno Žabovřesky | 3. úroveň | 3. liga – sk. C    | 2. místo  |                             |
| 2006/07                                  | BK SK Žabovřesky      | 3. úroveň | 3. liga – sk. C    | 4. místo  | Finálová skupina (3. místo) |
| 2007/08                                  | BK SK Žabovřesky      | 3. úroveň | 2. liga – sk. C    | 1. místo  | Finálová skupina (1. místo) |
| 2008/09                                  | BK SK Žabovřesky      | 3. úroveň | 2. liga – sk. C    | 4. místo  | Finálová skupina (4. místo) |
| 2009/10                                  | BK SK Žabovřesky      | 3. úroveň | 2. liga – sk. C    | 8. místo  |                             |
| 2010/11                                  | BK SK Žabovřesky      | 3. úroveň | 2. liga – sk. C    | 5. místo  |                             |
| 2011/12                                  | BK SK Žabovřesky      | 3. úroveň | 2. liga – sk. C    | 4. místo  | Semifinále                  |
| 2012/13                                  | BK SK Žabovřesky      | 3. úroveň | 2. liga – sk. C    | 7. místo  |                             |
| 2013/14                                  | BK SK Žabovřesky      | 3. úroveň | 2. liga – sk. C    | 5. místo  |                             |
| 2014/15                                  | BK SK Žabovřesky      | 3. úroveň | 2. liga – sk. C    | 7. místo  |                             |
| 2015/16                                  | SK Žabovřesky         | 3. úroveň | 2. liga – sk. C    | 9. místo  |                             |
| 2016/17                                  | SK Žabovřesky         | 3. úroveň | 2. liga – sk. C    | 10. místo | Sestup                      |
| 2017/18                                  | SK Žabovřesky         | 4. úroveň | Oblastní přebor I. | 1. místo  | Finále (vítěz); postup      |
| 2018/19                                  | SK Žabovřesky         | 3. úroveň | 2. liga – sk. C    | 7. místo  |                             |
| 2019/20                                  | SK Žabovřesky         | 3. úroveň | 2. liga – sk. C    | 11. místo |                             |

### Umístění žen
Zdroj:
Legenda: ZČ - základní část, červené podbarvení - sestup, zelené podbarvení - postup, fialové podbarvení - reorganizace, změna skupiny či soutěže
| Protektorát Čechy a Morava (1940 – 1941) |                                                    |                                                    |                                                    |                                                    |                                                    |
| Sezóna                                   | Název v ročníku                                    | Úroveň                                             | Soutěž                                             | ZČ                                                 | Play-off                                           |
| 1940/41                                  | SK Brno Žabovřesky                                 | 1. úroveň                                          | Zemská liga                                        | 4. místo                                           |                                                    |
| ...                                      |                                                    |                                                    |                                                    |                                                    |                                                    |
| Československo (1945 – 1970)             |                                                    |                                                    |                                                    |                                                    |                                                    |
| Sezóna                                   | Název v ročníku                                    | Úroveň                                             | Soutěž                                             | ZČ                                                 | Play-off                                           |
| 1945/46                                  | Sokol Žabovřesky                                   | 1. úroveň                                          | Státní liga                                        | 3. místo                                           |                                                    |
| 1946/47                                  | Sokol Žabovřesky                                   | 1. úroveň                                          | Státní liga                                        | ?. místo                                           |                                                    |
| 1947/48                                  | Sokol Žabovřesky                                   | 1. úroveň                                          | Státní liga                                        | 3. místo                                           |                                                    |
| 1948/49                                  | Sokol Žabovřesky                                   | 1. úroveň                                          | Státní liga                                        | 3. místo                                           |                                                    |
| 1949/50                                  | Sokol Žabovřesky                                   | 1. úroveň                                          | Státní liga                                        | 3. místo                                           |                                                    |
| 1950/51                                  | Sokol Žabovřesky                                   | 1. úroveň                                          | Státní liga                                        | 1. místo                                           |                                                    |
| 1951/52                                  | Sokol Žabovřesky                                   | 1. úroveň                                          | Mistrovství ČSR                                    | 2. místo                                           |                                                    |
| 1952/53                                  | DSO Tatran Žabovřesky                              | 1. úroveň                                          | Mistrovství ČSR                                    | 2. místo                                           |                                                    |
| 1953/54                                  | DSO Tatran Žabovřesky                              | 1. úroveň                                          | Mistrovství ČSR                                    | 2. místo                                           | Vyloučení ze soutěže                               |
| ...                                      |                                                    |                                                    |                                                    |                                                    |                                                    |
| 1956/57                                  | DSO Slavia Žabovřesky                              | 1. úroveň                                          | 1. liga                                            | 4. místo                                           |                                                    |
| 1957/58                                  | TJ Slavia Žabovřesky                               | 1. úroveň                                          | 1. liga                                            | 5. místo                                           |                                                    |
| 1958/59                                  | Slavia VŠ Brno                                     | 1. úroveň                                          | 1. liga                                            | 2. místo                                           |                                                    |
| 1959/60                                  | Slavia VŠ Brno                                     | 1. úroveň                                          | 1. liga                                            | 2. místo                                           |                                                    |
| 1960/61                                  | Slavia VŠ Brno                                     | 1. úroveň                                          | 1. liga                                            | 2. místo                                           |                                                    |
| 1961/62                                  | Slavia VŠ Brno                                     | 1. úroveň                                          | 1. liga                                            | 3. místo                                           |                                                    |
| 1962/63                                  | Slavia VŠ Brno                                     | 1. úroveň                                          | 1. liga                                            | 10. místo                                          |                                                    |
| 1963/64                                  | Slavia VŠ Brno                                     | 1. úroveň                                          | 1. liga                                            | 9. místo                                           |                                                    |
| 1964/65                                  | Slavia VŠ Brno                                     | 1. úroveň                                          | 1. liga                                            | 9. místo                                           |                                                    |
| 1965/66                                  | Slavia VŠ Brno                                     | 1. úroveň                                          | 1. liga                                            | 9. místo                                           | Sestup                                             |
| ...                                      |                                                    |                                                    |                                                    |                                                    |                                                    |
| 1967/68                                  | Slavia VŠ Brno                                     | 1. úroveň                                          | 1. liga                                            | 6. místo                                           |                                                    |
| 1968/69                                  | Slavia VŠ Brno                                     | 1. úroveň                                          | 1. liga                                            | 4. místo                                           |                                                    |
| 1969/70                                  | Slavia VŠ Brno                                     | 1. úroveň                                          | 1. liga                                            | 4. místo                                           | Vyloučení ze soutěže                               |
| ...                                      |                                                    |                                                    |                                                    |                                                    |                                                    |
| Pozn.:                                   | Družstvo žen zaniklo před rozpadem Československa. | Družstvo žen zaniklo před rozpadem Československa. | Družstvo žen zaniklo před rozpadem Československa. | Družstvo žen zaniklo před rozpadem Československa. | Družstvo žen zaniklo před rozpadem Československa. |